# Щеглов, Александр Николаевич (флагман)
Александр Николаевич Щеглов (1886—1954) — советский военно-морской деятель, инженерный работник, проектировщик подводных лодок, преподаватель, доцент кафедры корабельной архитектуры и проектирования кораблей Военно-морской ордена Ленина академии им. К. Е. Ворошилова, инженер-капитан 1-го ранга (1940).

## Биография
Родился в 1886 году в русской семье, из служащих. В 1907 году окончил Морское инженерное училище. С 1907 по 1909 годы — помощник строителя линейного корабля «Иоанн Златоуст». В 1909 году был помощником командира подводной лодки «Лосось». В 1910 году написал курс теории подводных лодок. В 1911 году окончил учебный отряд подводного плавания и был произведён в штабс-капитаны. С 1910 по 1913 годы был флагманским корабельным инженером бригады подводных лодок Балтийского флота. В 1913 году под руководством генерал-майора флота Е. П. Елисеева проводил испытания и доработку первого в мире подводного минного заградителя «Краб». С 1914 года — старший помощник судостроителя Кронштадтского порта, затем по 1921 год был начальником отдела подводного плавания Главного управления кораблестроения; штабс-капитан русского императорского флота на Балтийском и Черноморском флотах, с 22 марта 1915 — капитан Корпуса корабельных инженеров, помощник судостроителя Кронштадтского порта.
В 1917 году разработал проект минного заградителя. В РККФ — с февраля 1918 года, был беспартийным. В 1918 году был арестован, но в этом же году освобождён без суда. В 1921 году по личной просьбе был демобилизован.
В 1922 году поступил на Балтийский завод в Отдел подводного плавания, где руководил группой конструкторов, разрабатывавших конструкторскую документацию для ремонтируемых подводных лодок. За проект минного заградителя получил премию. Руководил постройкой «Малой» подводной лодки. По совместительству работает над подготовкой инженерных кадров офицеров военно-морского флота, руководил дипломным проектированием подводных лодок а также летней практикой студентов на Балтийском заводе в Высшем военно-морском училище им. Ф. Э. Дзержинского. В 1929 году написал книгу «Архитектура подводных лодок». В 1930 году представил новый проект подводного минного заградителя на 40 мин. С 1933 года занимался обучением и подготовкой по проектированию корабля в Военно-морской ордена Ленина академии им. К. Е. Ворошилова, успешно подготавливая кадры инженеров-подводников. В 1939 году издал книгу «Теория подводных лодок» под ред. Военно-морского издательства Народного Комиссариата ВМФ СССР. Имел ряд научных работ и учебных пособий.
В годы Великой Отечественной войны изучал боевой опыт и участвовал в научно-исследовательских работах, доцент кафедры корабельной архитектуры и проектирования кораблей Военно-морской академии. Пользовался авторитетом в академии как один из лучших теоретиков и практиков проектирования подводных лодок. В 1943 году работал над составлением тактико-технического справочника по подлодкам ВМФ, стремился улучшить боевые качества отечественных подводных лодок. Изобретатель и рационализатор (например, ускорения погружения подводных плавсредств, работа окончена в 1943 году), в аттестации его внедрения указаны как одни из причин побед советских подводных лодок в дни войны. С 1950 года работал в ЦНИИ им. акад. А. Н. Крылова.

### Звания
- Инженер-флагман 3-го ранга (21 февраля 1939)[2][3]
- Инженер-капитан 1-го ранга (8 июня 1940)[4]

### Награды
- Орден Святой Анны 3-й степени
- Орден Святого Станислава 3-й степени
- Орден Красной Звезды
- Орден «Знак Почёта»
- Почётная грамота Реввоенсовета СССР (1932)

## Публикации
- Теория подводных лодок. —  М.-Л.: Военмориздат, 1939.
- Проектирование подводных лодок. — М.-Л.: Военмориздат, 1940.
- Архитектура подводных лодок. — Ленинград, изд. Управление Военно-Морских Сил РККА, 1929. — 1000 экз.